# Francesco De Luca (1811-1875)
Francesco De Luca (Cardinale, 2 ottobre 1811 – Napoli, 2 agosto 1875) è stato un avvocato, politico e patriota italiano.

## Biografia
Nacque a  Cardinale, dove tutt'oggi si trovano le sue spoglie. Figlio del farmacista Martino e di Maria Carello e fratello di Sebastiano, Domenico e Giuseppe.
Laureatosi a Napoli dapprima in fisica (nel 1832) e poi in diritto (nel 1835), esercitò in modo versatile entrambe le discipline. Insegnò privatamente economia, matematica e fisica a Catanzaro, scrivendo anche alcune opere di economia. Fu inoltre avvocato per il Ministero delle finanze presso la "Gran corte civile delle Calabrie" e successivamente divenne patrocinatore presso la Corte di cassazione con competenze in ambito commerciale.
Partecipò ai moti risorgimentali combattendo a Napoli nel 1848; venne arrestato con il fratello Domenico nel 1852 e liberato l'anno seguente, venendo entrambi prosciolti dall'accusa di "detenzione di carte, stampe e libri criminosi e varie lettere di corrispondenza con persone emigrate".
Fu deputato della sinistra moderata dal 1861 (VIII legislatura del Regno d'Italia) fino alla sua morte (avvenuta nel corso della XII legislatura del Regno d'Italia). In Parlamento fu tra le figure più autorevoli in ambito economico; dovette tuttavia abbandonare l'attività forense. Dal dicembre 1865 al dicembre 1866 fu vicepresidente della Camera dei deputati del Regno d'Italia.
Raggiunse i vertici della Massoneria italiana. Fu iniziato massone nel 1862 a Napoli nella loggia "La Sebezia". Esercitò le funzioni di reggente del Grande Oriente d'Italia dal settembre 1864 al maggio 1865, dopo le dimissioni di Giuseppe Garibaldi. Fu eletto gran maestro il 28 maggio 1865 e rimase in carica fino al 20 giugno 1867.
Morì il 2 agosto 1875 a Napoli; fu sepolto, inizialmente, nella Chiesa matrice di Cardinale, successivamente le sue spoglie sono state traslate nel cimitero dello stesso Comune.